# 沙尔穆瓦 (默尔特-摩泽尔省)
沙尔穆瓦（法語：Charmois，法語發音：[ʃaʁmwa]）是法国默尔特-摩泽尔省的一个市镇，位于该省南部，属于吕内维尔区。

## 地理
沙尔穆瓦（48°32'23"N, 6°23'0"E）面积5.41 平方千米，位于法国大東部大區默尔特-摩泽尔省，该省份为法国东北部内陆省份，是洛林的一部分，北邻比利时、卢森堡，北起顺时针与摩泽尔省、下莱茵省、孚日省和默兹省接壤。
与沙尔穆瓦接壤的市镇（或旧市镇、城区）包括：巴尔邦维尔、布兰维尔叙洛、达姆勒维耶尔、梅翁库尔。

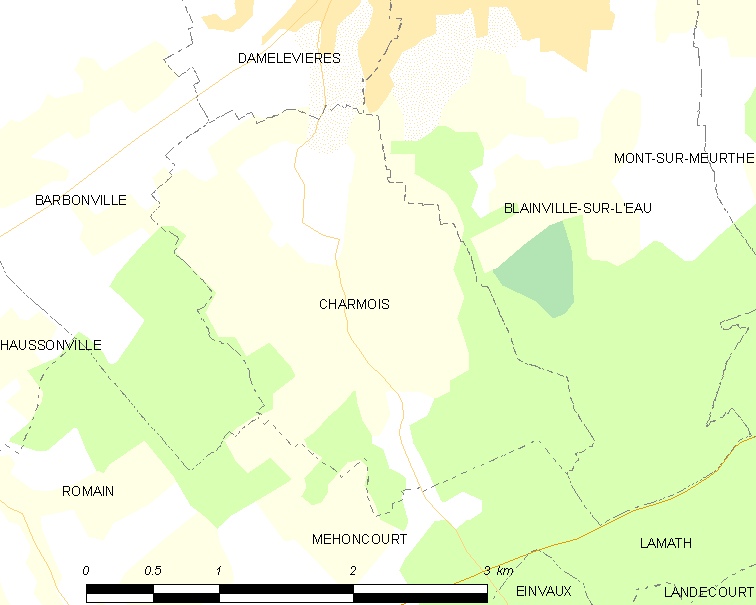
的OSM定位图

沙尔穆瓦的时区为UTC+01:00、UTC+02:00（夏令时）。

## 行政
沙尔穆瓦的邮政编码为54360，INSEE市镇编码为54121。

## 政治
沙尔穆瓦所属的省级选区为吕内维尔第二县。

## 人口

1962-2008年间人口变化图示

沙尔穆瓦于2022年1月1日时的人口数量为197人。